# Steinkreuz bei Rasch

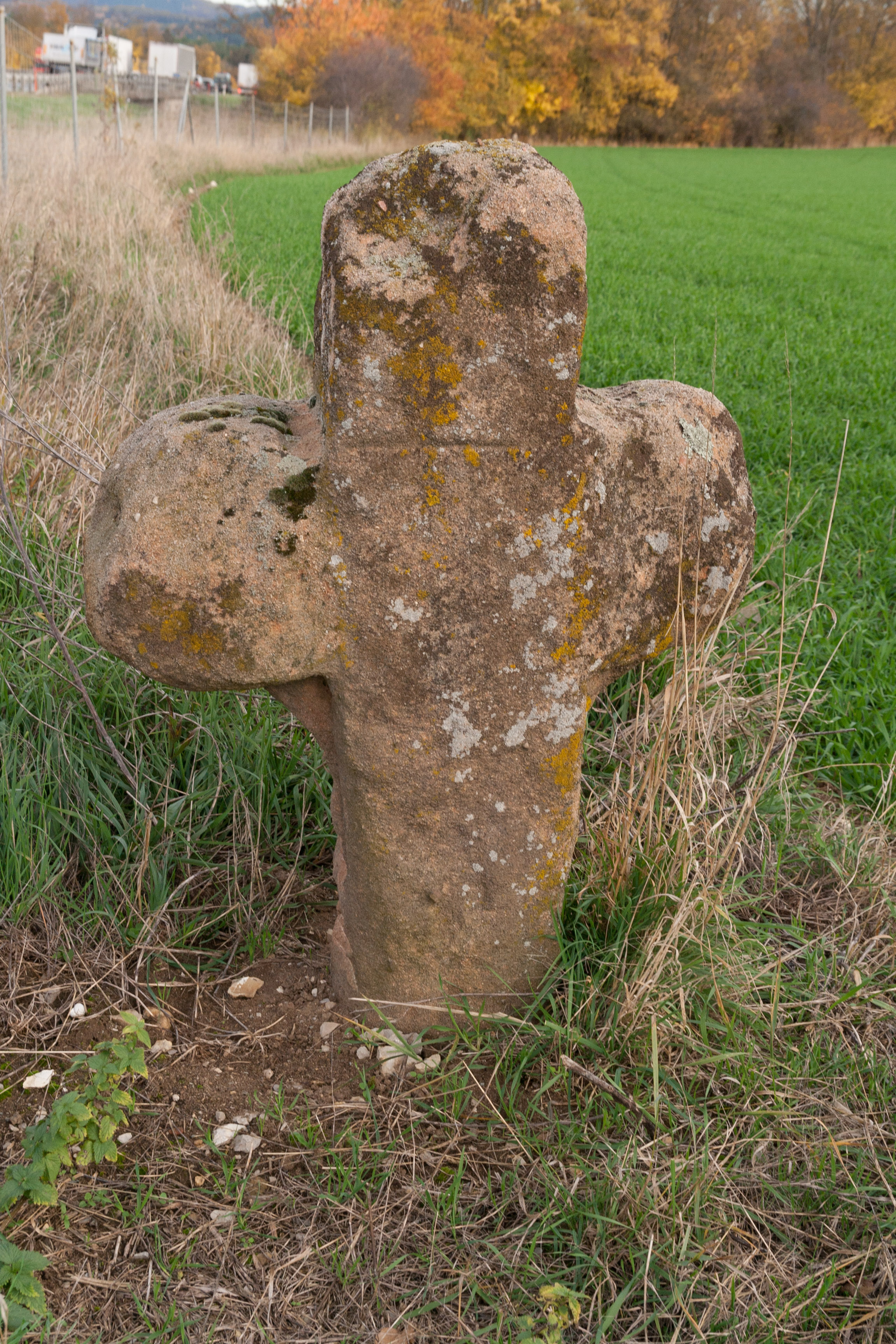
Steinkreuz bei Rasch

Das Steinkreuz bei Rasch ist ein historisches Steinkreuz nahe dem gleichnamigen Gemeindeteil Rasch der mittelfränkischen Stadt Altdorf im Landkreis Nürnberger Land, Bayern.

## Lage
Das Steinkreuz befindet sich etwa 750 Meter nordwestlich von Rasch und 800 Meter südlich von Altdorf. Es steht unmittelbar an einem Landwirtschaftsweg südlich der A3.

## Beschreibung

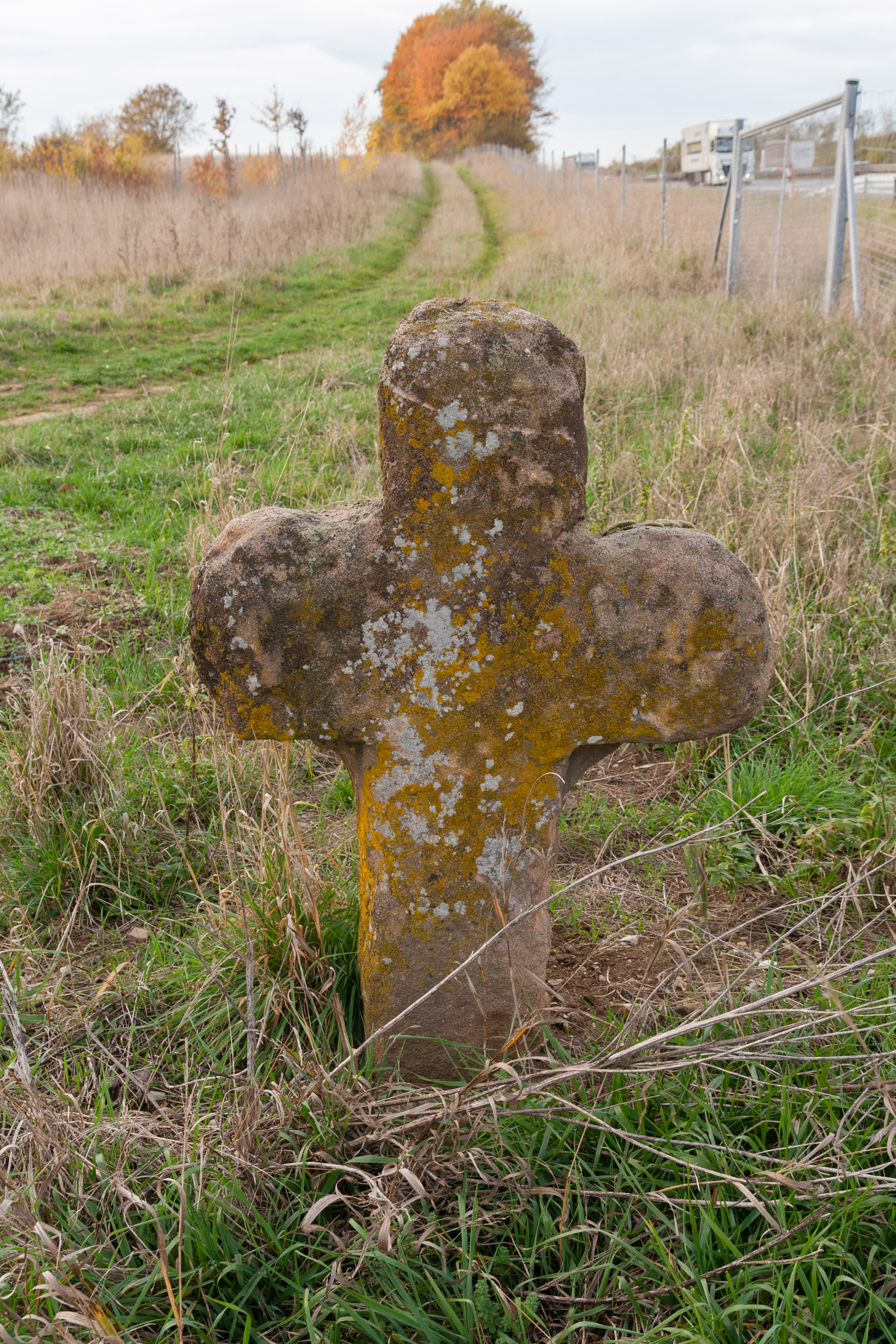
Rückseite

Das lateinische Sühnekreuz ist aus Sandstein und etwa 90 cm hoch, 75 cm breit und 30 cm tief. Auf der westlichen Seite ist ein kleines Kreuz eingeritzt. Das Kreuz stand ursprünglich an der Verbindungsstraße von Rasch nach Altdorf, die im Zuge der Erbauung der A3 verlegt wurde. Hierbei wurde das Kreuz zunächst sichergestellt und später neu aufgestellt. Dabei wurde es vermutlicherweise auch tiefer eingegraben. Laut Wittmann war es ursprünglich 180 cm hoch.
Das Kreuz ist verwittert und bemoost. Die Arme sind unsymmetrisch und besitzen beidseitig Armstützen. Das Kreuz weist auch neuzeitliche, kleinere Beschädigungen am Fuß auf.
Das Kleindenkmal war ursprünglich vom Bayerischen Landesamt für Denkmalpflege einmal als Baudenkmal ausgewiesen.

## Geschichte und Sage

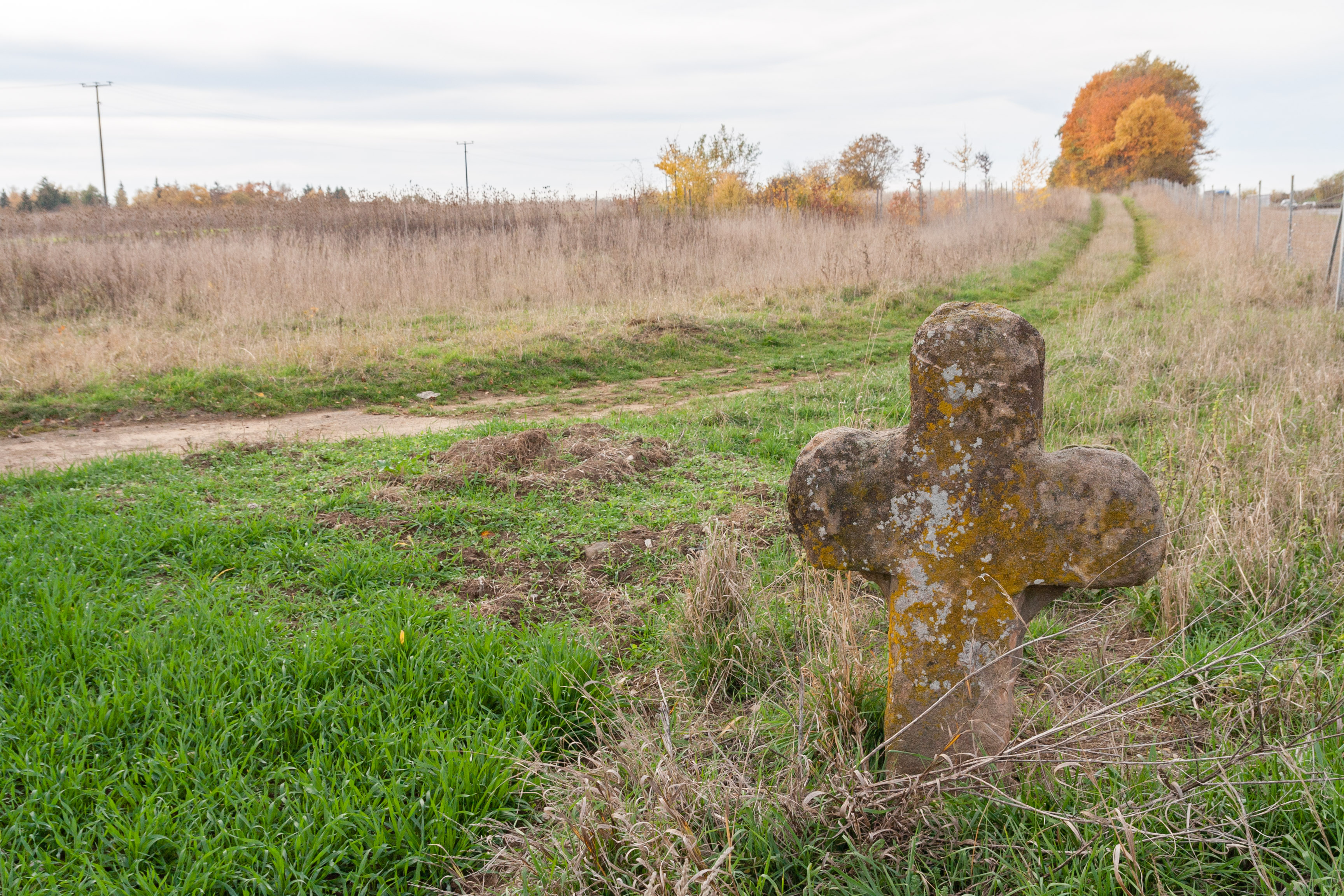
Standort im November 2018

Der Sage nach verliebte sich eine Nonne aus dem nahen Kloster Gnadenberg in einen aus Schleifmühle stammenden Müllerburschen. Eines Nachts floh der Bursche mit der Nonne aus dem Kloster. Doch die Last wurde ihm hier am Berg so schwer, dass er rastete und todmüde einschlief. Als er aufwachte, war die Nonne verschwunden. Über den Verlust wurde er sehnsuchtskrank und verstarb am Ort des Kreuzes.